# Церковь Иисуса Христа (Зоркино)
Церковь Иисуса Христа — евангелическо-лютеранский храм в селе Зоркино Марксовского района Саратовской области. Объект культурного наследия народов РФ регионального значения. Относится к Саратовскому пробству Евангелическо-лютеранской церкви Европейской части России.

## История
Каменная кирха построена в 1877 году по проекту берлинского архитектора Иоганна Якобсталя. Позднее по схожему проекту возвели ещё одну лютеранскую церковь — в селе Гнадентау (теперь Верхний Еруслан). Элегантный шпиль высотой 48 метров, башни-колокольни с часами с четырёх сторон и парными арочными окнами, ажурные кресты на башенках выполнены в неороманском стиле. Зал со скамьями вмещал до 900 прихожан, над входом и по боковым сторонам имелись балконы. Из Германии был привезён орган.
В начале 1930-х годов на башне были остановлены часы с мелодией, а в 1934 году с башни церкви были сброшены трёхметровый крест и колокол. Орган был выброшен из церкви за ненадобностью. Вскоре был разрушен и шпиль. В 1935 году храм был официально закрыт, а его здание использовалось сначала как зернохранилище, затем в нём располагалась мастерская. С 1980-х годов здесь был устроен кинозал и сельский дом культуры. В 1992 году здание сгорело.
В 2013—2015 годах церковь была восстановлена Фондом «Цюрих — Зоркино» под руководством Карла Лоора, предпринимателя из города Старый Оскол Белгородской области. Торжественное открытие воссозданного храма состоялось 3 октября 2015 года. Для местных жителей здание выполняет функцию культурно-досугового центра, в храме расположились библиотека и краеведческий музей.